# Corbeil, Marne

Corbeil este o comună în departamentul Marne, Franța. În 2009 avea o populație de 100 de locuitori.